# Sunderbani
Sunderbani is een stad en “notified area” in het district Rajouri van het Indiase unieterritorium Jammu en Kasjmir.

## Demografie
Volgens de Indiase volkstelling van 2001 wonen er 4.657 mensen in Sunderbani, waarvan 66% mannelijk en 34% vrouwelijk is. De plaats heeft een alfabetiseringsgraad van 84%.